# Tahaa
Tahaa  (vagy Taha'a) a Társaság-szigetcsoporthoz tartozó Szélcsendes szigetcsoport legnagyobb szigete, Tahititől 230 km-re nyugatra. Tahaa és Raiatea szigeteket egyazon korálzátony öleli körbe. A két sziget valaha egy sziget lehetett. Tahaa nevét a helyi tahiti nyelven gyakran írják Taha’a-ként. Az aposztróf egy glottális stop hangot jelöl, amely a polinéz nyelvek egyik jellemzője. Ezt az írásmódot támogatja a tahiti akadémia (Académie Tahitienne) és elfogadta a területi kormányzat is. Az aposztrófot azonban gyakran nem teszik ki. Régebbi útleírásokban néha még az Oataha átírással is lehet találkozni.
Tahaa-ról (valamint Bora Bora, Huahine és Maupiti szigetekről is) a diákok Raiatea szigetére járnak át középiskolába.

## Története
Az első nyugati ember, aki megpillantotta Tahaa szigetét James Cook kapitány volt, aki Tupaia polinéz hajóssal járta a dél-csendes-óceáni vizeket 1725 környékén.

## Közigazgatás

Raiatea zászlaja

A sziget települési önkormányzata (commune) Patio, amely a Szélcsendes-szigetek közigazgatási egységei közé tartozik.

## Földrajz és népesség
Tahaa, Raiatea mellett fekszik, amely a Társaság-szigetek második legnagyobb szigete Tahiti után. Raiatea és Tahaa szigeteket egyazon korálzátony öleli körbe, amely sok motuból (szigetecskéből) áll. A két sziget valaha egy sziget lehetett. A lagúna területe 290 km². Tahaa-t négy hatalmas öböl szabdalja fel:
- Hurepiti-öböl
- Apu-öböl
- Haamene-öböl
- Faaaha-öböl

Tahaa területe 90 km², teljes lakossága mintegy 5000 fő, a népsűrűség 57 fő/km² (2007). Tahaa legnagyobb települése Patio a sziget északi részén. A szigeten nyolc település van.
A sziget éghajlata nedves trópusi, amelyben két évszakot különböztethetünk meg: meleg (novembertől áprilisig) és enyhe (májustól októberig).

## Gazdasága
Tahaa szigetén termesztik Francia Polinézia vanília készletének 70-80 százalékát. Az egész szigetet beborító vanília illat miatt Tahaa szigetét "Vanília-szigetnek" is nevezik. A Tahaa-ról származó gyöngyök kiváló minőségűek.
A szigetcsoport más szigeteihez képest alacsony a turizmus mértéke. Ettől függetlenül a szigeten autókölcsönző is létezik.

## Közlekedés
Raiatea körül egészen körbefut egy kis út, amely 70 km hosszú. A Tahaa-hoz legközelebbi repülőtér a szomszédos szigeten lévő Raiatea repülőtér , amely Uturoa település mellett található. Tahaa-t és az apróbb szigeteit hajóval lehet elérni Raiatea-ról. A messzeségben látszik Bora Bora szigete. A Társaság-szigetek ezen része kevésbé fejlett.